# Laelia barsineides
Laelia barsineides är en fjärilsart som beskrevs av Holland 1893. Laelia barsineides ingår i släktet Laelia och familjen tofsspinnare. Inga underarter finns listade i Catalogue of Life.